# Sveti Kazimir
Sveti Kazimir (polj.: Kazimierz, litv.: Kazimieras; Krakow, 3. listopada 1458. – Grodno, 4. ožujka 1484.), prijestolonasljednik Kraljevine Poljske i Velikog Vojvodstva Litve i poljski svetac Rimokatoličke Crkve.

## Životopis
Rodio se 5. listopada 1458. na kraljevskom dvoru u Krakowu. Bio je treće dijete Kazimira IV. Jagelovića i Elizabete, koja je dolazila iz kuće Habsburgovaca. 1471. godine, sa samo 13 godina, izabran je na hrvatsko-ugarsko prijestolje. Na to prijestolje nije nikad stupio jer je u međuvremenu to prijestolje zaposjeo Matija Korvin. Godine 1481. odbija ženidbu s jednom kćerkom cara Fridrika III. te se odlučuje za djevičanstvo i posvećeni život.
Obolio je od tuberkuloze i preminuo 4. ožujka 1484., u litvanskom gradu Grodnu. Papa Lav X. ga je proglasio svetim 7. studenog 1602. godine. Papa Pio XII. proglasio ga je je posebnim zaštitnikom mladeži. Zaštitnik je Litve, Poljske, mladeži, kraljeva, prinčeva, samaca i neženja.

## Vanjske poveznice
- Ante Vranković: Ivan Komersteiner - Ikonograf čudesno obnovljenog Hrvatskog Kraljevstva, Hrvatsko slovo, br. 1099, 13. 5. 2016., str. 28 (O ikonografiji i simbolici prikaza sv. Kazimira u umjetnosti sjeverozapadne Hrvatske)(hrv.)